# Bile, Dubrovîțea
Bile (în ucraineană Біле) este un sat în comuna Mîleaci din raionul Dubrovîțea, regiunea Rivne, Ucraina.

## Demografie
Componența lingvistică a localității Bile
     Ucraineană (99,34%)
     Alte limbi (0,66%)
Conform recensământului din 2001, majoritatea populației localității Bile era vorbitoare de ucraineană (99,34%), existând în minoritate și vorbitori de alte limbi.